# 능철석

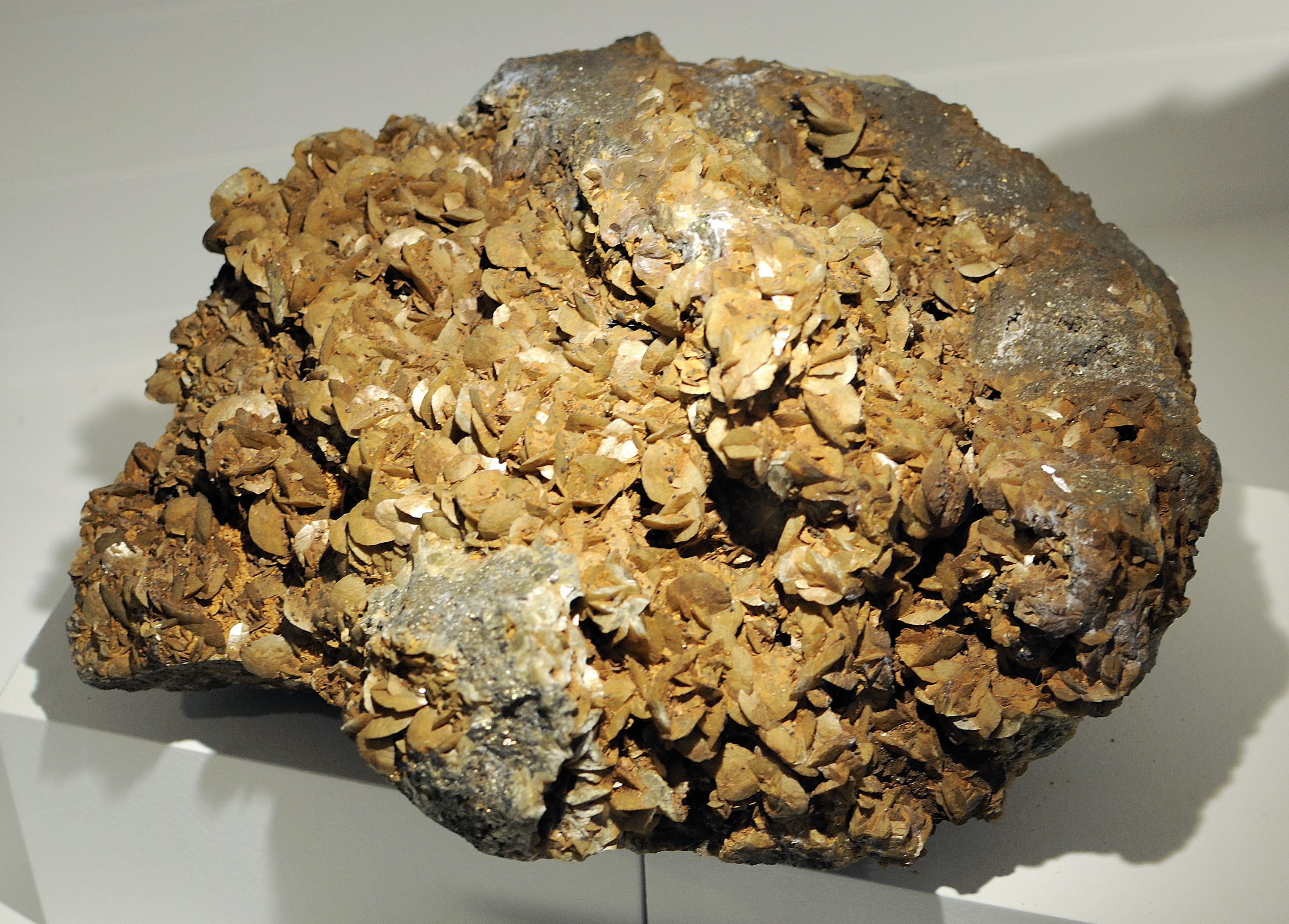

능철석(Siderite)은 탄산철(FeCO3)로 구성된 광물이다. 이 광물의 영단어 siderite는 "철"을 의미하는 고대 그리스어 σιδιρος (sídēros)에서 유래되었다. 귀중한 철광석인 철은 48%가 철로 구성되어 있으며 황과 인이 부족하다. 아연, 마그네슘 및 망간은 일반적으로 철을 대체하여 능철석-스미소나이트, 능철석-마그네사이트 및 능철석-로도크로사이트 고용체 시리즈를 생성한다.
능철석은 모스 경도 3.75~4.25, 비중 3.96, 흰색 줄무늬 및 유리 광택 또는 진주 광택을 갖는다. 능철석은 닐 온도 37K(−236 °C) 이하에서 반강자성체로 식별에 도움이 될 수 있다.
이는 삼각 결정 시스템에서 결정화되며 모양은 마름모꼴이며 일반적으로 곡선과 줄무늬가 있는 면을 가지고 있다. 그것은 또한 대량으로 발생한다. 색상은 노란색에서 짙은 갈색 또는 검정색까지 다양하며, 후자는 망간의 존재 때문이다.
능철석은 열수 광맥에서 흔히 발견되며 중정석, 형석, 방연광 등과 연관되어 있다. 또한 셰일과 사암에서 흔히 발견되는 속성 광물이며, 때로는 응결물을 형성하여 3차원적으로 보존된 화석을 담을 수 있다. 퇴적암에서 능철석은 일반적으로 얕은 매장 깊이에서 형성되며 그 원소 구성은 종종 둘러싸는 퇴적물의 퇴적 환경과 관련이 있다. 또한, 최근의 다수의 연구에서는 퇴적 직후 유성수의 동위원소 조성에 대한 대용으로 스페로시데라이트(토양과 관련된 유형)의 산소 동위원소 조성을 사용했다.